# シャウル・アヴィグール

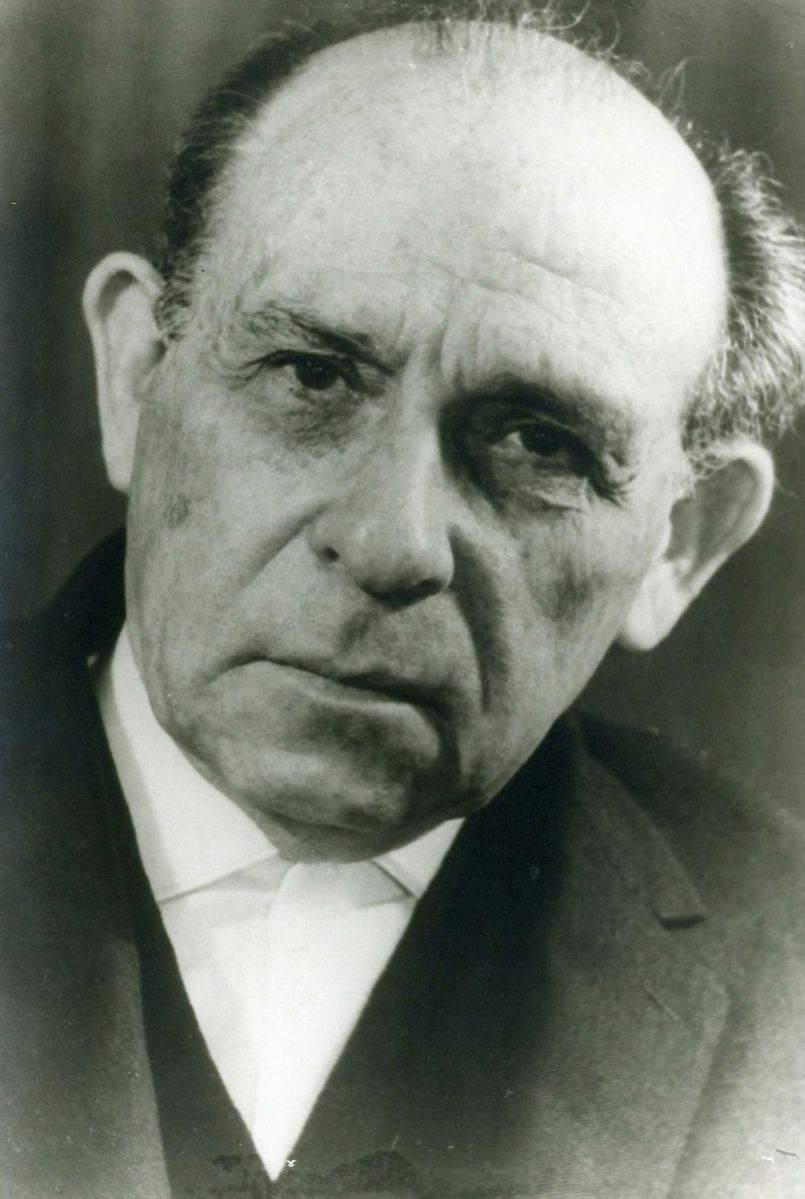
シャウル・アヴィグール

シャウル・アヴィグール（1899年9月11日 - 1978年8月29日、ヘブライ語: ש}אול אביגור）は、イスラエルの安全保障や諜報の専門家。
ラトビアのダウガフピルス生まれ。イスラエル建国まではイシューブ（国際連盟イギリス委任統治領パレスチナのユダヤ人社会）の軍事組織ハガナーの幹部で、同組織の情報局（シェルート・ハ-イェディオット）の創設者でもあった。さらにユダヤ人を救うための秘密機関である非合法移民機関のトップや、ユダヤ人連絡庁長官を歴任した。イスラエル第2代首相モシェ・シャレットとは義理の兄弟の関係になる。
1948年、イスラエル独立後の第一次中東戦争時にはダヴィド・ベン＝グリオン首相兼国防相の下で国防副大臣を務めた。そして、1952年にベン＝グリオンの命を受けて、イスラエル諜報特務庁長官イサル・ハルエルとともに第二次世界大戦直後から反ユダヤ主義的空気のあった冷戦下の旧ソ連や東欧諸国のユダヤ人を保護・出国させる為の秘密機関ユダヤ人連絡庁（通称ナティーヴ）を創設。初代長官に就任した。1973年、イスラエル賞受賞。